# Équipement et outillage pour le travail artisanal du verre
Cet article fournit une liste de l'équipement et outillage pour le travail artisanal du verre.

## Types defour de verrier
- Four à pot
- Four à cloche
- Four à sole mobile
- Four modulable à anneaux
- Four à moufle
- Four à temporiser

## Machines du verrier
- Touret
- Platine émerisée
- Réfractomètre
- Pompe à vide
- Plateau vibreur
- Scie diamantée
- Chalumeau

## Divers outils du verrier
- Canne
- Ferrets
- Pontil
- Louche
- Fers à trancher
- Fers à col
- Ciseaux à anses
- Ciseaux à rogner (type suédois)
- Ciseaux à lames
- Pincettes
- Pinces à détacher
- Fer à battre
- Compas
- Moules
- Bardelles
- Mailloches
- Banc de verrier